# フィンランド大公国

フィンランド大公国
Storfurstendömet Finland (スウェーデン語)
Suomen suuriruhtinaskunta (フィンランド語)
Великое княжество Финляндское (ロシア語)

国歌: Молитва русских（ロシア語）
「ロシア人の祈り」（1816年 - 1833年）
 
Боже, царя храни（ロシア語）
「神よツァーリを護り給え」（1833年 - 1917年）

フィンランド大公国の位置（1914年）

フィンランド大公国（フィンランドたいこうこく、フィンランド語: Suomen suuriruhtinaskunta、ロシア語: Великое княжество Финляндское）は、1809年から1917年まで現在のフィンランドにあった国家である。首都はヘルシンキ。

## 歴史

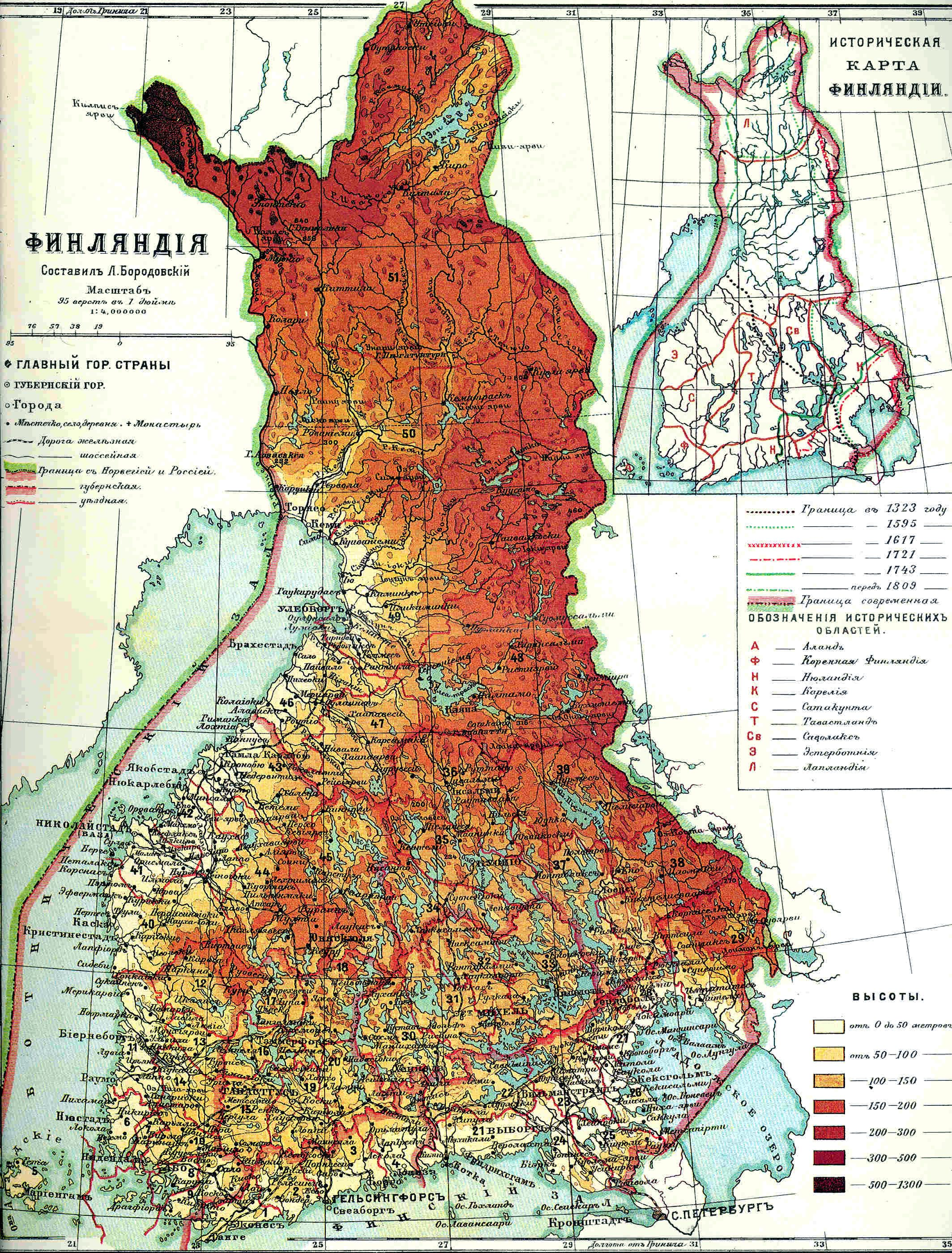
1900年時点の地図。標高で色分けされている。

1809年のフレデリクスハムンの和約によってスウェーデンからロシア帝国にフィンランドが割譲されたときに建国された（ウィーン会議によって正式に承認）。フィンランド大公はロシア皇帝（ツァーリ）が兼ねる同君連合の形を取った。体制はロシア本国がツァーリズムによる専制君主制に対して、フィンランド大公国は立憲君主制であり、独自の議会と政府を有することが認められた。そのため、フィンランド大公国は「ロシアの民主主義のショーウィンドー」と後世呼ばれることになる。スウェーデン＝フィンランド時代に比べて、アレクサンドル1世によってフィン人の自治が大幅に認められたため、知識人を中心に「フィンランド民族主義」が高揚し、フィンランド語の公用語化や民族叙事詩「カレワラ」の編纂などが行われた。
1830年の7月革命をうけてポーランドでは独立戦争が勃発したが、フィンランド大公国では過激な運動は自粛された。しかし、ロシアに忠実な従属国というわけではなく、国内の諸制度はロシアから離れ、独立国の様相を呈することになった。
欧州諸国の1848年革命以降、フィンランド人の間では、絶対主義を覆さないロシア政府に対して反感が強まっていった。過激な反政府活動こそなかったが、この頃からフィンランド人たちの独立を求めるナショナリズムが燃え上がることとなった。クリミア戦争が勃発すると、フィンランド国内では、ロシアに対する批判が巻き起り、詩人・歴史家のアルヴィドソン、学者ノルデンショルドらがロシア政府の忌諱にふれ、スウェーデンに亡命ないし移住を余儀なくされた。その後、北欧全体に沸上がったナショナリズム（汎スカンディナヴィア主義）が沈静化していったことと、アレクサンドル2世の寛容政策などで一時小康状態となったが、フィンランドでは日増しに民族主義が高揚していった。
これをロシアは危険と判断し、ニコライ2世の頃には実力でフィンランド民族主義を弾圧したが、大きな反発を招き、フィンランド総督ボブリコフが殺害される事態になった。このような事態は日露戦争というロシア本国の事情で一時小康状態となり、さらにロシア革命の結果ロシア帝国が滅亡すると、フィンランド議会は独立を宣言。そして元ロシア白軍将校のカール・グスタフ・エミール・マンネルヘイムを中心とするフィンランド白衛軍が結成された。1918年1月、フィンランド白衛軍にドイツ帝国・スウェーデンの義勇軍が加わり、ソ連赤軍が介入していたフィンランド赤衛軍を中心とするフィンランド社会主義労働者共和国 (Red Finland) とフィンランド内戦となり、白衛軍が勝利した。10月にはヘッセン＝カッセル家のフリードリヒ・カールをフィンランド王国の国王に選出し、フィンランド王国が誕生した。しかし、第一次世界大戦でドイツ帝国が敗戦国になったことを受け、君主制は放棄され、1918年12月にフィンランド共和国として独立した。

## 歴代フィンランド大公
1. アレクサンドル1世（1809年 - 1825年）
2. ニコライ1世（1825年 - 1855年）
3. アレクサンドル2世（1855年 - 1881年）
4. アレクサンドル3世（1881年 - 1894年）
5. ニコライ2世（1894年 - 1917年）

## 歴代フィンランド総督
- ゲオルク・マグヌス・スプレングポルテン（英語版）伯爵（1808年12月1日 - 1809年6月17日）
- ミハイル・バルクライ・ド・トーリ公爵（1809年6月17日 - 1810年2月1日）
- ファビアン・ゴットハルト・フォン・シュタインハイル（ドイツ語版）伯爵（1810年 - 1813年）
- グスタフ・マウリッツ・アルムフェルト伯爵（1813年）
- ファビアン・ゴットハルト・フォン・シュタインハイル伯爵（1814年 - 1824年）
- アルセニー・ザクレフスキー（英語版）伯爵（1824年 - 1831年）
- アレクサンドル・メンシコフ公爵（Knyaz, Fürst）（1831年 - 1855年）
- フリードリヒ・ヴィルヘルム・レンベルト・フォン・ベルク（英語版）伯爵（1855年 - 1861年）
- プラトン・ロカソフスキー（ロシア語版）男爵（1861年 - 1866年）
- ニコライ・アドラーベルク（英語版）伯爵（1866年 - 1881年）
- フョードル・ゲイデン伯爵（1881年 - 1898年）
- ニコライ・ボブリコフ将軍（1898年8月29日 - 1904年6月17日）
- イワン・オボレンスキー公爵（Knyaz, Fürst）（1904年8月18日 - 1905年11月18日）
- ニコライ・ゲラルド（ロシア語版）（1905年12月6日 - 1908年2月2日）
- ウラジーミル・ベクマン（ロシア語版）（1908年2月2日 - 1909年11月24日)
- フランツ・アルベルト・ゼイン（英語版）（1909年11月24日 - 1917年3月16日）
- ミハイル・スタホヴィチ（英語版）（1917年3月31日 - 1917年9月17日）
- ニコライ・ネクラーソフ（1917年9月17日 - 1917年11月7日）